# Feres
Feres (griechisch Φέρες (f. pl.), älter auch Φέραι Fere, früher Βήρα Vira, bulgarisch Фере Fere, türkisch Fareçik, Fereçik) ist eine griechische Kleinstadt mit rund 5000 Einwohnern. Bis 2010 bildete Feres mit den umgebenden Dörfern, darunter dem Europäischen Storchendorf Poros, die selbständige Gemeinde Feres in der Präfektur Evros, ging jedoch 2011 in der Gemeinde Alexandroupoli auf und ist seither ein Gemeindebezirk derselben.

## Geografie
Feres liegt im Nordosten Griechenlands in Thrakien, unmittelbar an der Staatsgrenze zur Türkei. Der Ort liegt an der Europastraße von Keşan nach Alexandroupoli. Das Gebiet ist durch das Delta des Flusses Evros geprägt.

## Geschichte
Im Ersten Balkankrieg wurde die Region und die Stadt von bulgarischen Truppen erobert. Als der Zweite Balkankrieg ausbrach, zogen sich Juli 1913 die bulgarischen Truppen aus Westthrakien zurück und griechischen Truppen eroberten Dedeagatsch und Feres.
Wenig später trat Griechenland jedoch die Region und die zwei Städte, die mittlerweile mit bulgarischen Flüchtlingen aus Westthrakien und Kleinasien (s. Thrakische Bulgaren) überfüllt waren, der Provisorischen Regierung Westthrakien ab, mit dem Ziel, die zur selben Zeit in Konstantinopel laufenden Verhandlungen zwischen dem Osmanischen Reich und Bulgarien dahingehend zu beeinflussen, dass es zu keinem Frieden zwischen beiden Ländern kommt.

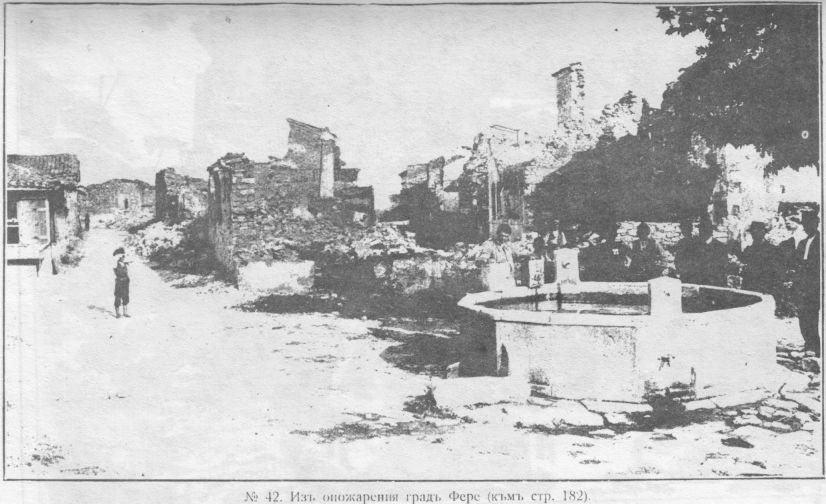
Ruinen von Feres nach der Schlacht 1913

Feres wurde 1913 in der Schlacht von Feres zu einem großen Teil zerstört. In Ihr kämpften einige Dutzend (ca. 20??) schlecht bewaffnete bulgarische Komitadschi unter der Führung von Dimitar Madscharow gegen türkischen Freischärler (Başı Bozuk) die von der Spezialorganisation Teşkilât-ı Mahsusa unterstützt wurden und die kriegerischen Auseinandersetzungen Bulgariens ausnutzten, um Westthrakien Bulgarien wieder zu entreißen. In den folgenden Tagen und Monaten wurde die große Bevölkerungsgruppe der hier ansässigen Bulgaren vertrieben, wobei viele Bulgaren zu Tode kamen (s. Thrakische Bulgaren).
Nach dem Frieden von Bukarest im August 1913 wurde Westthrakien erneut bulgarisch, die bulgarische Kontrolle über die Region konnte erst Ende Oktober, Anfang November 1913 mit der Zersprengung der Provisorischen Regierung Westthrakiens und der Vertreibung der Freischärlerverbände in die Türkei, wiederhergestellt werden.
Nach dem Ersten Weltkrieg wurde Feres Griechenland zugesprochen, jedoch geriet die Stadt während des Zweiten Weltkrieges erneut unter bulgarische Kontrolle. Seit 1945 ist Feres griechisch.
Durch die Verwaltungsreform nach dem Kapodistrias-Plan kamen 1997 zum ursprünglichen Gemeindegebiet der Gemeinde Feres die Landgemeinden Peplos, Pylea und Trifyllio hinzu; zusammen mit dem westlich angrenzenden Traianoupoli kam diese Gemeinde 2011 zum Gebiet der Gemeinde Alexandroupolis hinzu.

## Sehenswürdigkeiten

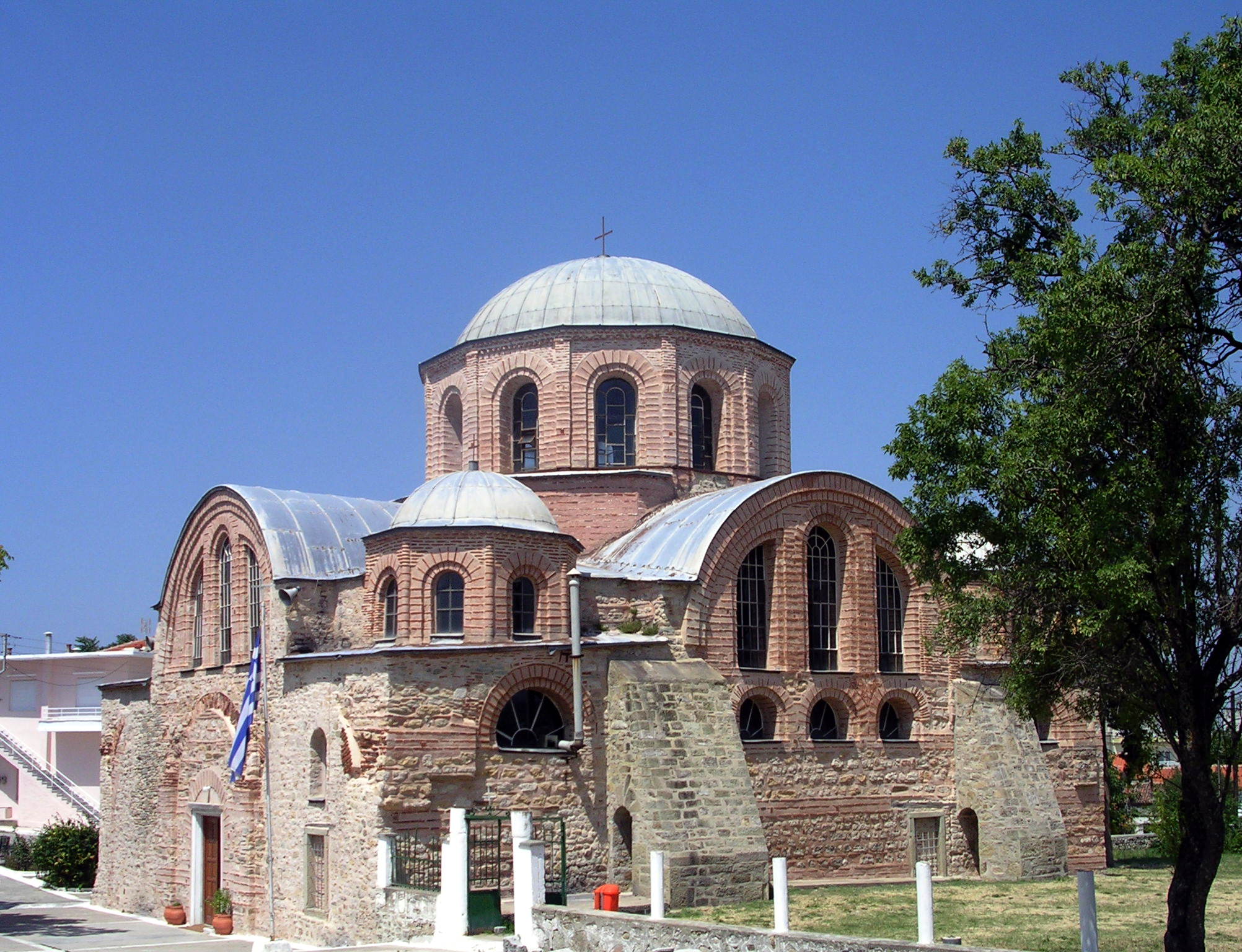
Kirche der Panagia Kosmosotira

- Das Evros-Gebiet und das Evrosdelta sind sehr bekannt für Öko-Tourismus. Beobachtet werden können vor allem Vögel. Der Ort Poros ist Europäisches Storchendorf.
- In Feres steht eine bedeutende byzantinische Kirche, die Panagia Kosmosotira. Sie wurde 1152 als Teil einer Klosteranlage von Isaak Komnenos, dem dritten Sohn von Alexios I. gegründet. 1357 oder 1371/2 wurde sie in eine Moschee umgewandelt, um im 20. Jahrhundert abermals als Kirche geweiht zu werden.
- Reste eines türkischen Haman.
- Am Ortseingang in der Schlucht befinden sich Reste einer alten Mühlenanlage, welche zum Naturpark ausgebaut wurde.